# Purwosari (Secang)
Purwosari is een bestuurslaag in het regentschap Magelang van de provincie Midden-Java, Indonesië. Purwosari telt 1758 inwoners (volkstelling 2010).